# Сукобин
Сукобин је насеље у општини Улцињ у Црној Гори. Према попису из 2003. било је 375 становника (према попису из 1991. било је 471 становника).

## Демографија
У насељу Сукобин живи 274 пунолетна становника, а просечна старост становништва износи 37,6 година (37,2 код мушкараца и 37,9 код жена). У насељу има 88 домаћинстава, а просечан број чланова по домаћинству је 4,26.
Ово насеље је великим делом насељено Албанцима (према попису из 2003. године), а у последња три пописа, примећен је пад у броју становника.
|  |

| Демографија | Демографија | Демографија |
| Година      | Становника  | Становника  |
| ----------- | ----------- | ----------- |
|             |             |             |
|             |             |             |
|             |             |             |
|             |             |             |
| 1948.       | 304         |             |
| 1953.       | 355         |             |
| 1961.       | 409         |             |
| 1971.       | 457         |             |
| 1981.       | 485         |             |
| 1991.       | 471         | 406         |
| 2003.       | 560         | 375         |
|             |             |             |

| Етнички састав према попису из 2003.‍ | Етнички састав према попису из 2003.‍ | Етнички састав према попису из 2003.‍ | Етнички састав према попису из 2003.‍ | Етнички састав према попису из 2003.‍ |
| ------------------------------------ | ------------------------------------ | ------------------------------------ | ------------------------------------ | ------------------------------------ |
|                                      |                                      |                                      |                                      |                                      |
| Албанци                              | Албанци                              |                                      | 374                                  | 99,73%                               |
| непознато                            | непознато                            |                                      | 1                                    | 0,26%                                |

| Година пописа     | 1948. | 1953. | 1961. | 1971. | 1981. | 1991. | 2003. |
| ----------------- | ----- | ----- | ----- | ----- | ----- | ----- | ----- |
| Број домаћинстава | 43    | 46    | 51    | 78    | 110   | 108   | 126   |

| Број чланова      | 1  | 2 | 3  | 4  | 5  | 6  | 7  | 8 | 9 | 10 и више | Просек |
| ----------------- | -- | - | -- | -- | -- | -- | -- | - | - | --------- | ------ |
| Број домаћинстава | 88 | 7 | 12 | 18 | 13 | 13 | 14 | 7 | 1 | 0         | 3      |

| Пол    | Укупно | Неожењен/Неудата | Ожењен/Удата | Удовац/Удовица | Разведен/Разведена | Непознато |
| ------ | ------ | ---------------- | ------------ | -------------- | ------------------ | --------- |
| Мушки  | 148    | 39               | 106          | 3              | 0                  | 0         |
| Женски | 145    | 21               | 105          | 18             | 0                  | 1         |
| УКУПНО | 293    | 60               | 211          | 21             | 0                  | 1         |

| Пол    | Укупно                    | Пољопривреда, лов и шумарство | Рибарство                            | Вађење руде и камена | Прерађивачка индустрија       |
| ------ | ------------------------- | ----------------------------- | ------------------------------------ | -------------------- | ----------------------------- |
| Мушки  | 62                        | 2                             | 0                                    | 2                    | 2                             |
| Женски | 13                        | 0                             | 0                                    | 0                    | 6                             |
| УКУПНО | 75                        | 2                             | 0                                    | 2                    | 8                             |
| Пол    | Производња и снабдевање   | Грађевинарство                | Трговина                             | Хотели и ресторани   | Саобраћај, складиштење и везе |
| Мушки  | 3                         | 2                             | 5                                    | 7                    | 5                             |
| Женски | 0                         | 0                             | 2                                    | 0                    | 0                             |
| УКУПНО | 3                         | 2                             | 7                                    | 7                    | 5                             |
| Пол    | Финансијско посредовање   | Некретнине                    | Државна управа и одбрана             | Образовање           | Здравствени и социјални рад   |
| Мушки  | 0                         | 0                             | 8                                    | 12                   | 1                             |
| Женски | 0                         | 2                             | 1                                    | 1                    | 0                             |
| УКУПНО | 0                         | 2                             | 9                                    | 13                   | 1                             |
| Пол    | Остале услужне активности | Приватна домаћинства          | Екстериторијалне организације и тела | Непознато            | Непознато                     |
| Мушки  | 5                         | 0                             | 0                                    | 8                    | 8                             |
| Женски | 0                         | 0                             | 0                                    | 1                    | 1                             |
| УКУПНО | 5                         | 0                             | 0                                    | 9                    | 9                             |